# Skogshöns
Skogshöns (tidigare ibland kallade orrfåglar) är en grupp fåglar, inom ordningen hönsfåglar som förekommer över stora delar av norra halvklotet. Tidigare kategoriserades de som den egna familjen Tetraonidae, men genetiska studier visar att de är en del av fasanfåglarna (Phasianidae).

## Utbredning
Gruppen lever i tempererade och subarktiska områden i den holarktiska regionen och de cirka 25 arterna återfinns i Europa, norra och mellersta Asien samt Nordamerika. Den absoluta merparten är stannfåglar men vissa bestånd företar sig kortare förflyttningar, främst till lägre regioner under vinterhalvåret. 

## Utseende och anatomi
Skogshönsen har tjock och klumpig kropp, proportionerligt korta vingar, litet huvud och kort, stark och välvd näbb. De har kraftiga ben som är försedda med en bakre tå, men saknar sporrar. 

## Ekologi
Hos alla arter, med undantag av dalripan, är tuppen polygam och många av arterna har komplexa och praktfulla parningslekar där tupparna utmanar varandra i en sorts turneringar på specifika lekplatser. Skogshönsen är främst växtätare, men äter även insekter - speciellt de juvenila fåglarna.

## Skogshönsen och människan
Många arter av skogshöns jagas som vilt.

## Arter

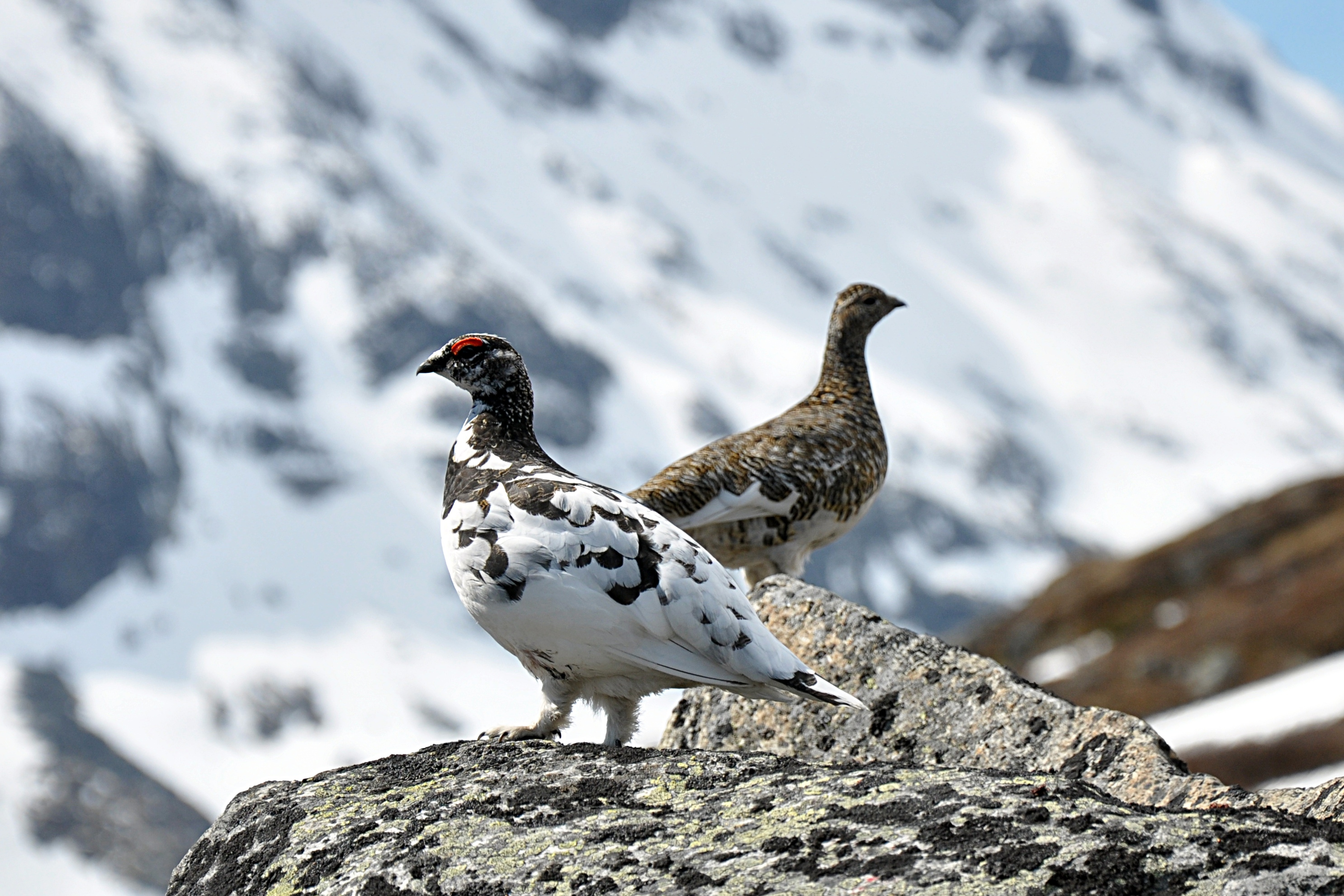
Fjällripa (L. muta)

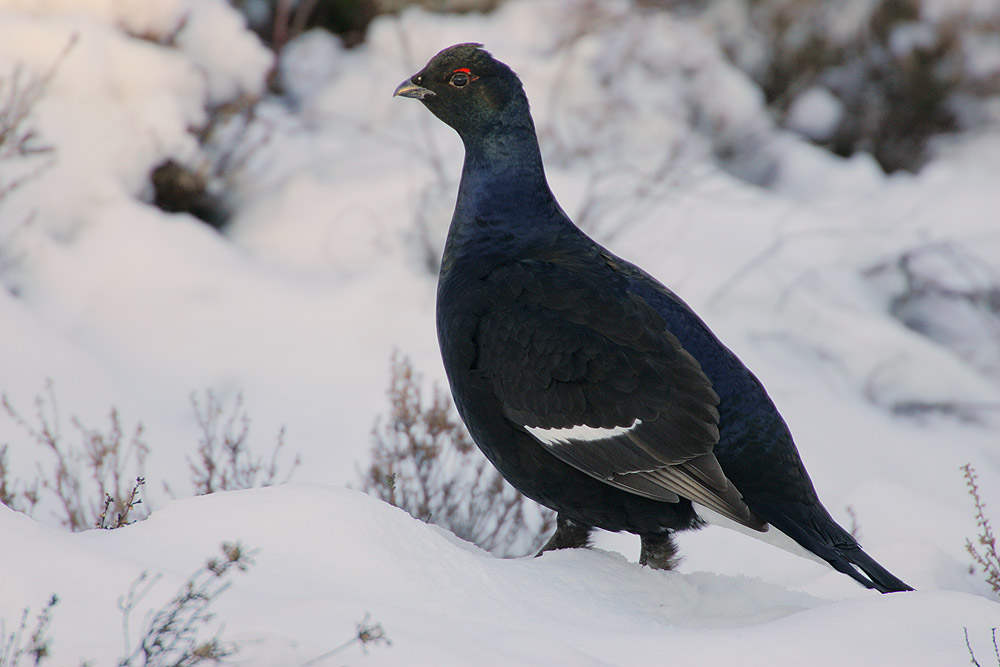
Orre (L. tetrix)

Ordning och släktesindelning efter International Ornithological Congress:
Släkte Bonasa
- Kragjärpe (Bonasa umbellus)

Släkte Tetrastes
- Järpe (Tetrastes bonasia)
- Kinesisk järpe (Tetrastes sewerzowi)

Släkte Centrocercus
- Strålstjärtshöna (Centrocercus urophasianus)
- Gunnisonhöna (Centrocercus minimus)

Släkte Dendragapus
- Gråjärpe (Dendragapus obscurus)
- Sotjärpe (Dendragapus fuliginosus)

Släkte Tympanuchus
- Spetsstjärtad präriehöna (Tympanuchus phasianellus)
- Större präriehöna (Tympanuchus cupido)
  - T. c. cupido (nominatformen utdöd sedan 1932) – kan ha utgjort en egen art.
- Mindre präriehöna (Tympanuchus pallidicinctus)

Släkte ripor (Lagopus)
- Vitstjärtad ripa (Lagopus leucura)
- Dalripa (Lagopus lagopus)
  - Moripa (L. l. scoticus)
- Fjällripa (Lagopus muta)

Släkte Falcipennis
- Amurjärpe (Dendragapus falcipennis]

Släkte Canachites
- Granjärpe (Canachites canadensis)

Släkte tjädrar (Tetrao)
- Tjäder (Tetrao urogallus)
- Svartnäbbad tjäder (Tetrao urogalloides)

Släkte orrar (Lyrurus)
- Orre (Lyrurus tetrix)
- Kaukasisk orre (Lyrurus mlokosiewiczi)